# Jamshedpur
Jamshedpur  (in hindi: जमशेदपुर, in bengali: জামশেদপুর) è una città dell'India di 689.321 abitanti, capoluogo del distretto del Singhbhum Orientale, nello stato federato del Jharkhand. In base al numero di abitanti la città rientra nella classe I (da 100.000 persone in su). La città è sede di numerose industrie appartenenti al gruppo Tata, per cui è nota anche con il nome di Tatanagar.

## Geografia fisica
La città è situata a 22° 48' 0 N e 86° 10' 60 E e ha un'altitudine di 134 m s.l.m..

## Società

### Evoluzione demografica
Al censimento del 2001 la popolazione di Jamshedpur assommava a 570.349 persone, delle quali 300.081 maschi e 270.268 femmine. I bambini di età inferiore o uguale ai sei anni assommavano a 62.882, dei quali 33.329 maschi e 29.553 femmine. Infine, coloro che erano in grado di saper almeno leggere e scrivere erano 434.224, dei quali 242.995 maschi e 191.229 femmine.

## Storia

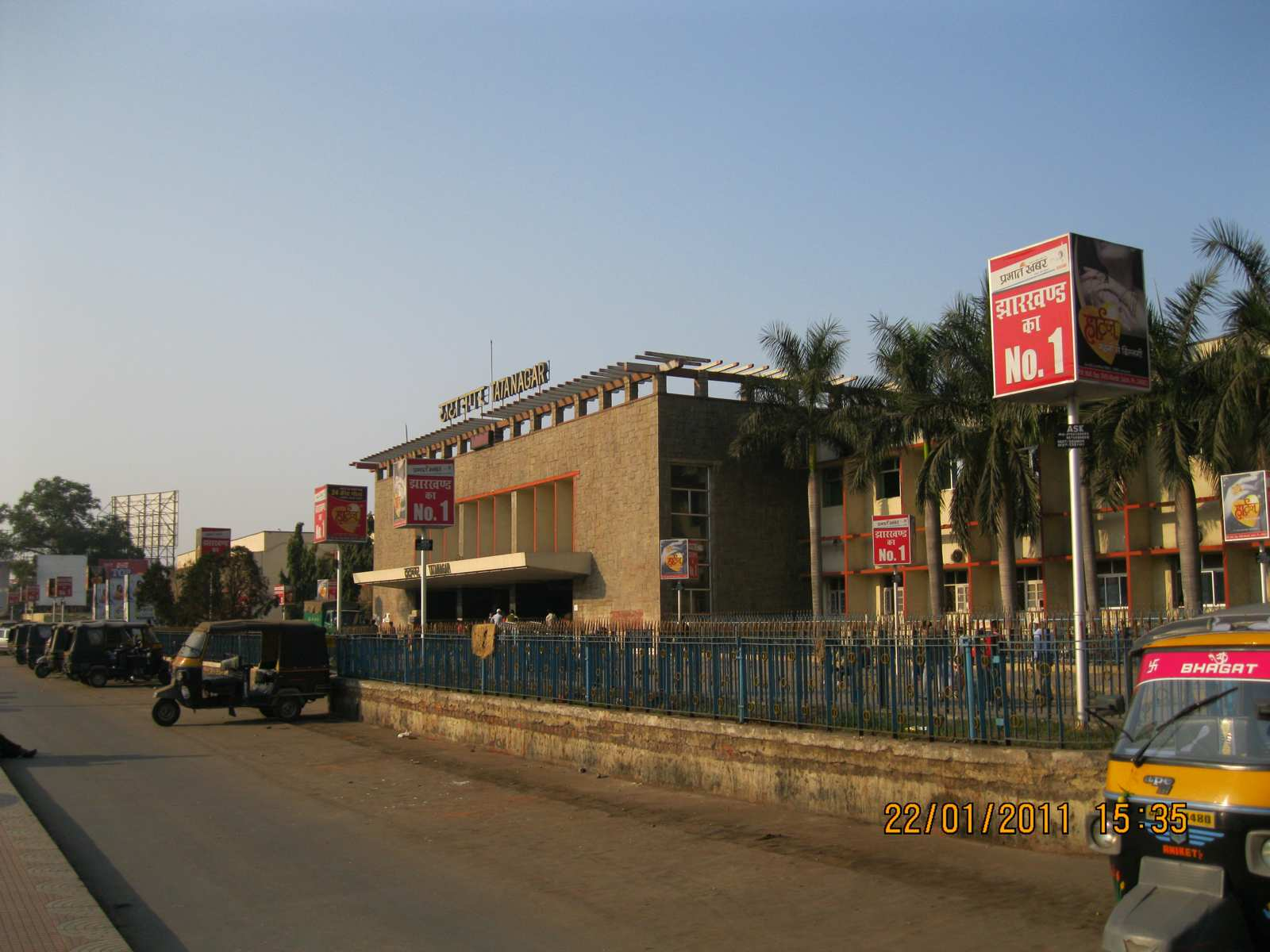
La principale stazione ferroviaria di Jameshedpur, detta Tatanagar

Nel 1907 fu fondata la città, a cui fu dato il nome di Sakchi, dal villaggio posto in prossimità dello stabilimento. Nel 1919 la città fu rinominata Jamshedpur in onore di Jamshedji Tata, fondatore e primo presidente del gruppo Tata.

## Economia
Jameshedpur è uno dei maggiori centri industriali dell'India orientale. Ancora oggi la città ruota intorno alle attività industriali del gruppo Tata.
Proprio il centro della città è dominato dalla presenza dello stabilimento siderurgico della Tata Steel, il primo stabilimento, operativo fin dal 1908, e tuttora il maggiore per quanto riguarda la produzione di acciaio in vari formati. Lo stabilimento copre un'area di ben 30 km².
I vari quartieri cittadini sono disposti attorno alla fabbrica.
Oltre a questo, in città sono presenti stabilimenti della Tata Motors, dove vengono costruiti i motori sia per i camion che per le auto di produzione propria.
Inoltre in città si trovano stabilimenti e laboratori di Tata Power, Lafarge Cement, Telcon, BOC Gases, Tata Technologies Limited, Praxair, TCE, TCS, Timken India, Tinplate e molte altre ancora.
Nella vicina e gemella città di Adityapur sono concentrate più di 1200 industrie medio-piccole, uno dei maggiori conglomerati industriali indiani.